# Ayuntamiento de León

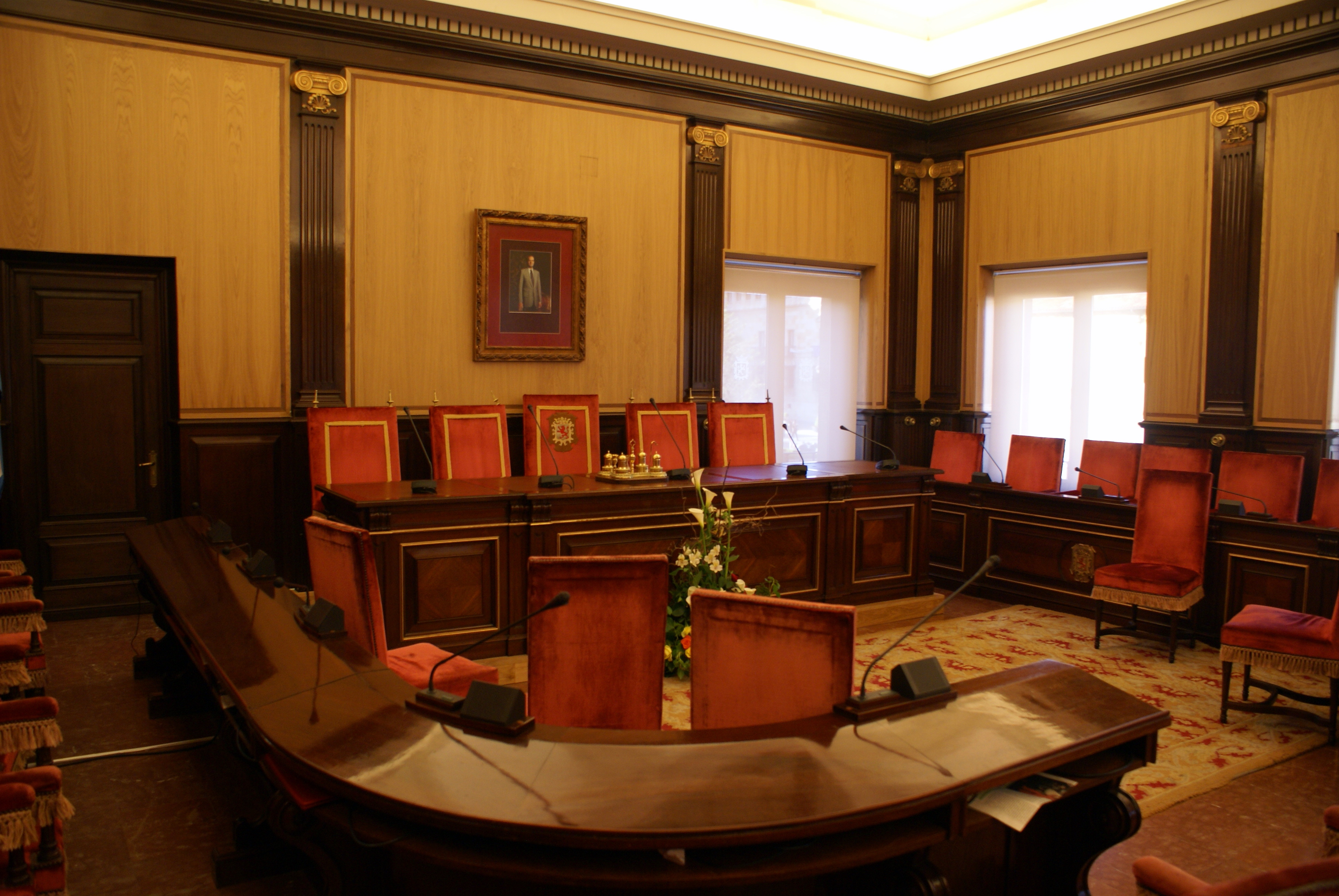
Salón de plenos del Ayuntamiento, en el edificio de San Marcelo

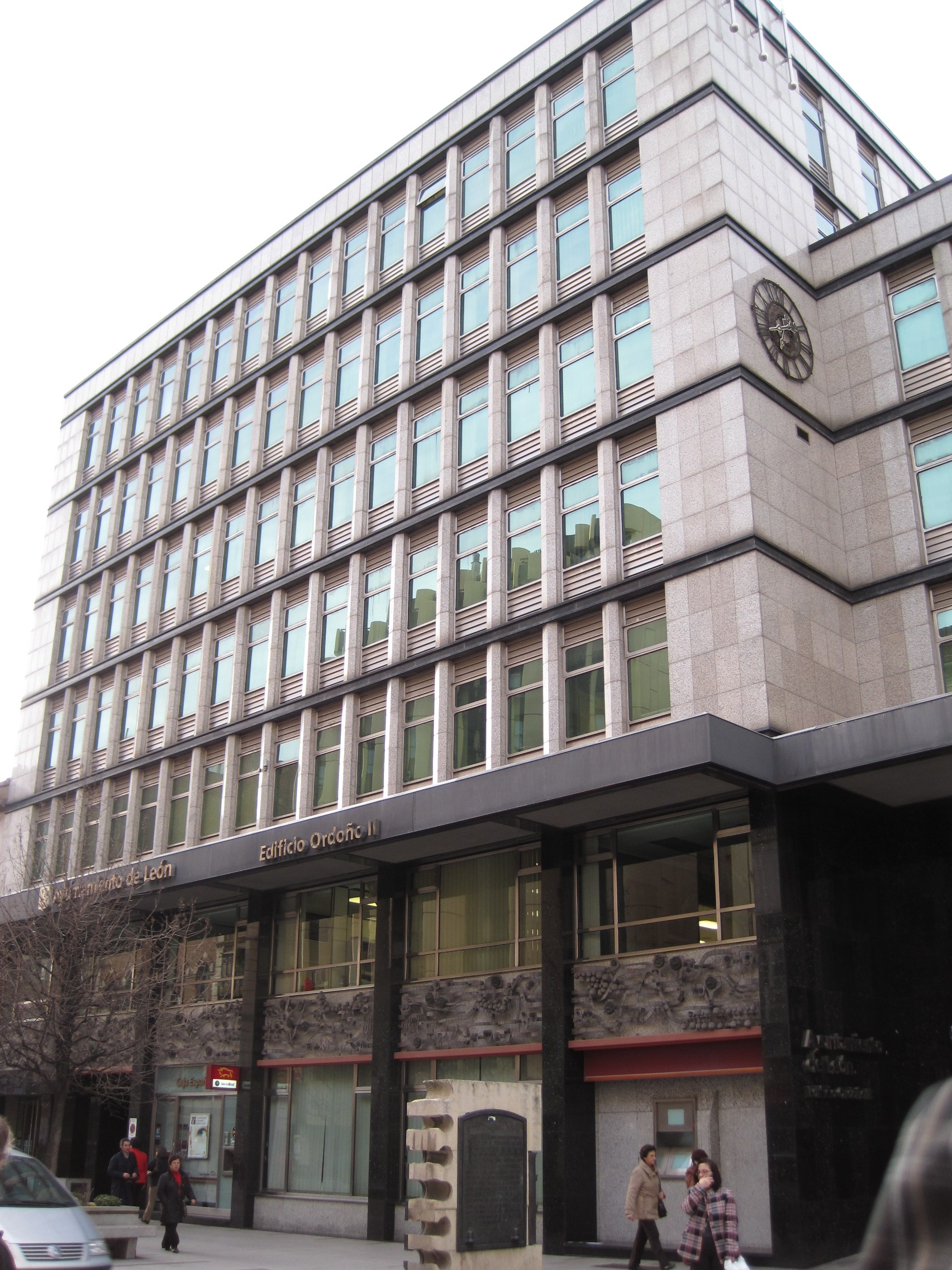
Oficinas del ayuntamiento en la avenida de Ordoño II. Resultaron dañadas durante un incendio en agosto de 2012.

El Ayuntamiento de León es la institución que se encarga de gobernar la ciudad y el municipio de León, capital de la provincia homónima (Castilla y León, España). Su sede oficial está en la plaza de san Marcelo, si bien las oficinas principales se encuentran en la avenida de Ordoño II, en el ensanche de la ciudad.
Está presidido por el alcalde de León, que desde 1979 es elegido por sufragio universal. Después de las elecciones municipales de 2019 ocupa dicho cargo José Antonio Diez Díaz, del PSOE, sucediendo a Antonio Silván Rodríguez.

## Alcaldes
Desde la restauración democrática municipal de 1979, León ha tenido los siguientes alcaldes:
| Periodo   | Nombre | Partido                                                                    |
| --------- | --- | -------------------------------------------------------------------------- |
| 1979-1983 | Gregorio Pérez de Lera (1979) Juan Morano Masa | Partido Socialista Obrero Español (PSOE) Unión de Centro Democrático (UCD) |
| 1983-1987 | Juan Morano Masa (1979-1983) | Independiente                                                              |
| 1987-1991 | José Luis Díaz Villarig (1987-1988) Luis Diego Polo (1988-1989) María Francisca Fernández (1989) (en funciones)[cita requerida] Juan Morano Masa (1989-1991) | Alianza Popular (AP) Independiente                                         |
| 1991-1995 | Juan Morano Masa | Partido Popular (PP)                                                       |
| 1995-1999 | Mario Amilivia | Partido Popular (PP)                                                       |
| 1999-2003 | Mario Amilivia | Partido Popular (PP)                                                       |
| 2003-2007 | Francisco Javier Fernández Álvarez (2003-2004) Mario Amilivia (2004-2007)                                                                                    | Partido Socialista Obrero Español (PSOE) Partido Popular (PP)              |
| 2007-2011 | Francisco Javier Fernández Álvarez | Partido Socialista Obrero Español (PSOE)                                   |
| 2011-2015 | Emilio Gutiérrez Fernández | Partido Popular (PP)                                                       |
| 2015-2019 | Antonio Silván | Partido Popular (PP)                                                       |
| 2019-2023 | José Antonio Diez Díaz | Partido Socialista Obrero Español (PSOE)                                   |
| 2023-act. | José Antonio Diez Díaz | Partido Socialista Obrero Español (PSOE)                                   |

## Resultados electorales
El Ayuntamiento de León está compuesto por 27 concejales, de los cuales, tras las elecciones municipales de mayo de 2023, 11 son del Partido Socialista Obrero Español (PSOE), con José Antonio Diez Díaz de alcalde, 9 del Partido Popular (PP), con Margarita Torre de portavoz, 5 de Unión del Pueblo Leonés (UPL), con Eduardo López Sendino de portavoz, 1 concejal de Vox, con Blanca Herreros de portavoz, y otro no adscrito (electo por Vox). La Junta de Gobierno se constituye de todos los concejales de PSOE.
| Partido político                                       | 2023        | 2023        | 2023        | 2019        | 2019        | 2019        | 2015   | 2015  | 2015       | 2011   | 2011  | 2011       | 2007   | 2007  | 2007       | 2003   | 2003  | 2003       |
| Partido político                                       | Votos       | %           | Concejales  | Votos       | %           | Concejales  | Votos  | %     | Concejales | Votos  | %     | Concejales | Votos  | %     | Concejales | Votos  | %     | Concejales |
| Partido Socialista Obrero Español (PSOE)               | 20 553      | 35,24       | 11          | 20 669      | 32,07       | 10          | 15 833 | 24,75 | 8          | 20 792 | 30,99 | 10         | 32 292 | 44,17 | 13         | 26 493 | 34,24 | 10         |
| Partido Popular (PP)                                   | 16 938      | 29,04       | 9           | 19 083      | 29,61       | 9           | 20 314 | 31,76 | 10         | 29 932 | 44,61 | 15         | 27 472 | 37,57 | 11         | 29 788 | 38,50 | 12         |
| Unión del Pueblo Leonés (UPL)                          | 11 137      | 19,09       | 5           | 6069        | 9,42        | 3           | 3391   | 5,30  | 1          | 4615   | 6,88  | 2          | 7925   | 10,84 | 3          | 14 889 | 19,24 | 5          |
| Vox                                                    | 5206        | 8,92        | 2           | 3199        | 4,96        | 0           | 511    | 0,80  | 0          | —      | —     | —          | —      | —     | —          | —      | —     | —          |
| Podemos                                                | 2010        | 3,44        | 0           | 3447        | 5,35        | 1           | 5227   | 8,17  | 2          | —      | —     | —          | —      | —     | —          | —      | —     | —          |
| Ciudadanos (CS)                                        | 1057        | 1,81        | 0           | 9013        | 13,98       | 4           | 8489   | 13,27 | 4          | —      | —     | —          | —      | —     | —          | —      | —     | —          |
| Verdes Equo                                            | 315         | 0,54        | 0           | Con Podemos | Con Podemos | Con Podemos | 622    | 0,97  | 0          | 454    | 0,68  | 0          | 329    | 0,45  | 0          | 700    | 0,90  | 0          |
| Partido Comunista de los Trabajadores de España (PCTE) | 210         | 0,36        | 0           | 119         | 0,18        | 0           | —      | —     | —          | —      | —     | —          | —      | —     | —          | —      | —     | —          |
| Partido Regionalista del País Leonés (PREPAL)          | 155         | 0,26        | 0           | 162         | 0,25        | 0           | 174    | 0,27  | 0          | 250    | 0,37  | 0          | 123    | 0,17  | 0          | 80     | 0,10  | 0          |
| Falange Española de las JONS (FE de las JONS)          | 36          | 0,06        | 0           | —           | —           | —           | —      | —     | —          | 115    | 0,17  | 0          | 85     | 0,12  | 0          | 90     | 0,12  | 0          |
| Izquierda Unida (IU)-León en Común                     | Con Podemos | Con Podemos | Con Podemos | 1506        | 2,34        | 0           | 4538   | 7,10  | 2          | 2793   | 4,16  | 0          | 1035   | 1,42  | 0          | 2006   | 2,59  | 0          |

## Concejalías y áreas de gobierno
Para el mandato 2023-2027, la junta de gobierno del Ayuntamiento de León se dividió en las siguientes concejalías y áreas:
- Régimen Interior, Recursos Humanos, Movilidad y Deportes
- Bienestar Social y Juventud
- Desarrollo Urbano
- Acción y Promoción Cultural
- Hacienda y Promoción Económica
- Mayores y Servicio de Coto Escolar
- Participación Ciudadana, Servicio de Prevención, Extinción de Incendios y Salvamento, Protección Civil
- Educación, Turismo e Igualdad
- Modernización y Servicio de Limpieza y Residuos
- Comercio, Consumo y Fiestas

## Entidades menores
El Ayuntamiento de León cuenta con tres entidades menores locales (pedanías): Armunia y Trobajo del Cerecedo, incorporadas en 1970, y Oteruelo de la Valdoncina.
Desde las elecciones municipales de 2023 están presididas respectivamente por José Luis Moreno de la Puente, José Carlos González Oveja y Valentín Montero Calvo.

## Evolución de la deuda viva municipal
El concepto de deuda viva contempla sólo las deudas con cajas y bancos relativas a créditos financieros, valores de renta fija y préstamos o créditos transferidos a terceros, excluyéndose, por tanto, la deuda comercial.
| Gráfica de evolución de la deuda viva del Ayuntamiento entre 2008 y 2023                       |
|                                                                                                |
| Deuda viva del Ayuntamiento de León, en miles de euros, según datos del Ministerio de Hacienda |